# Anatolij Gribkow
Anatolij Iwanowicz Gribkow, ros. Анатолий Иванович Грибков (ur. 23 marca 1919 w Duchowoje w obwodzie woroneskim, zm. 12 lutego 2008 w Moskwie) – radziecki generał armii.

## Życiorys
W 1938 ukończył technikum rolnicze w Tambowie i został powołany do Armii Czerwonej. W 1939 skończył oficerską szkołę broni pancernej im. Stalina w Charkowie. Walczył w wojnie zimowej. W latach 1940–1941 jako adiutant szefa sztabu batalionu czołgów brał udział w okupacji Łotwy. 
Od czerwca 1941 uczestnik walk z Niemcami, m.in. bitwy pod Mińskiem w sierpniu 1941, następnie w obwodzie smoleńskim i pod Moskwą. W maju 1942 skończył kursy w Akademii Wojskowej im. Frunzego w Moskwie i przydzielony do korpusu oficerów - przedstawicieli Sztabu Generalnego. Pełnomocnik 1 Korpusu Czołgów gen. Michaiła Katukowa na odcinku briańskim. Uczestnik bitwy pod Kurskiem w 1943, walk w Donbasie, walk nad Dnieprem i na Krymie w 1944. Jako oficer sztabowy był bardzo ceniony przez marsz. Aleksandra Wasilewskiego, który w maju 1944 przeniósł go do Zarządu Operacyjnego Sztabu Generalnego Armii Czerwonej.
Po wojnie skierował na studia do Akademii Sztabu Generalnego Sił Zbrojnych ZSRR im. K. Woroszyłowa w Moskwie, które Gribkow ukończył w 1951 ze złotym medalem. 1952–1956 szef wydziału operacyjnego sztabu Leningradzkiego Okręgu Wojskowego, a 1956–1959 szef tego sztabu. Od 1958 generał porucznik. 1959–1960 szef sztabu Kijowskiego Okręgu Wojskowego. W latach 1960–1964 zastępca dyrektora i dyrektor Dyrekcji Operacji Głównego Zarządu Operacyjnego Sztabu Generalnego Sił Zbrojnych ZSRR. Podczas kryzysu kubańskiego w 1962 był przedstawicielem ministra obrony ZSRR oraz przewodniczył grupie zadaniowej generałów i admirałów mającej wspomóc wojska kubańskie w walce z Amerykanami. Później był wielokrotnie kierowany na misje do Kuby; osobiście poznał wówczas Fidela Castro. W latach 1964–1965 zastępca szefa Głównego Zarządu Operacyjnego Sztabu Generalnego, 1965–1969 dowódca 7 Gwardyjskiej Armii w Zakaukaskim Okręgu Wojskowym w Armenii. 1969–1973 zastępca dowódcy, a 1973–1976 dowódca Leningradzkiego Okręgu Wojskowego. Od 1972 generał pułkownik, od 1976 generał armii. 1976–1988 szef sztabu Zjednoczonych Sił Zbrojnych Państw-Stron Układu Warszawskiego. 1976–1981 zastępca członka, a 1981–1990 członek KC KPZR. 1973–1989 deputowany do Rady Najwyższej ZSRR od 8 do 11 kadencji. W 1992 przeszedł na emeryturę. Opublikował kilka pamiętników.

## Odznaczenia i wyróżnienia
- Order „Za zasługi dla Ojczyzny” IV stopnia (Rosja) (1999)
- Order Lenina (trzykrotnie - 1963, 1979 i 1986)
- Order Rewolucji Październikowej (1974)
- Order Czerwonego Sztandaru (dwukrotnie – 1943 i 1968)
- Order Wojny Ojczyźnianej I klasy (dwukrotnie – 1945 i 1985)
- Order Wojny Ojczyźnianej II klasy (1944)
- Order Czerwonej Gwiazdy (trzykrotnie – 1941, 1943 i 1954)
- Order „Za służbę Ojczyźnie w Siłach Zbrojnych ZSRR” III stopnia (1976)
- Medal „Za obronę Moskwy”
- Order Ernesto Che Guevary (Kuba)
- Order Solidarności (Kuba) (1999)
- Order Braterstwa i Jedności (Jugosławia)
- Honorowe Obywatelstwo Obwodu Woroneskiego

I inne medale radzieckie i ordery sześciu innych państw.